# Горњи Лефки
Горњи Лефки (грч. Άνω Λεύκη, Ано Лефки) је насељено место у општини Кавала у периферији Источна Македонија и Тракија, Грчка. Према попису из 2021. године био је 21 становник.
Према бугарском географу и историчару, Василу Канчову, у Лефки је 1900. године живело 80 Турака. Током Балканских и Првог светског рата село је настрадало и већи део мештана је избегао, тако је после рата остало 20 житеља. Године 1923. преостало турско становништво је принудно исељено у Турску а на њихово место су насељене грчке избеглице из Турске, којих је на попису из 1928. године било 156. Мештани старог села Лефки (некада Чинар) после Грчког грађанског рата су подигли насеље два километара јужније и које је названо Лефки, док је старо село названо Горњи Лефки.